# 陳志培
陳志培，MBS，GMSM，AE（英語：Air Efficiency Award，1962年9月8日—），曾任香港政府飛行服務隊總監。

## 簡歷
陳志培生於1962年9月8日，在1983年8月加入香港政府。他最初在民航處任職，擔任三級航空交通控制助理員，於啟德機場指揮飛機升降。受訓期間，他取得私人飛機執照。
陳志培其後於1990年加入皇家香港輔助空軍為見習機師，是該部隊所招收的第一批8個華人機師中的一員，隨即被派往英國接受駕駛直升機訓練，至1993年方正式執勤。在執勤初期，陳主要被安排協助興建赤鱲角機場工程的鳥瞰調查工作，在一年多後，才開始參與救援工作。

政府飛行服務隊總監肩章

陳志培在1997年7月1日香港回歸時，曾担任中国人民解放军进驻香港的空中领航员。陳在2000年11月晉升為高級機師，並在2003年10月與其他6名隊員獲派至大連渤海灣與交通部救助打撈局交流，期間協助培訓內地救助人員，提高其整體的搜救能力，並亲自编写和翻譯教材及培训计划书。在派駐期間，陳志培參與對“利達洲18”油轮的拯救任務。
在2004年10月到2006年初，陳志培再次獲派至内地，在东海第一救助飞行队担任培训指导员。返港后，陳志培於2006年1月晉升為總機師，並於2008年3月27日起接任政府飛行服務隊總監一職至2019年9月7日。
離開政府後，陳志培曾以準將軍銜擔任香港航空青年團總監。

## 嘉許
2004年1月16日，“利達洲18”油轮在渤海湾海域起火。時任高級機師陳志培正在大連培訓交通部救助打撈局人員，他在極為惡劣的天氣情況下出動，作爲副機長全程協助操控直升機和監察現場環境，成功把兩名傷者從救生筏吊上機艙。陳志培與隊員因而獲時任保安局局長行政長官嘉許信。陳志培在同年獲頒銅英勇勳章，亦與另一位機長王俊邦被交通部评为“救捞功臣”。
2005年，時任高級機師陳志培因服務政府飛行服務隊逾14年而獲頒授政府飛行服務隊榮譽獎章。
2006年8月3日颱風派比安襲港期間，中国海洋石油所屬工程船“海洋石油298”在廣東上川島附近海域失去動力，時任總機師陳志培駕駛第一架超级美洲豹救援直升機抵達現場，在惡劣的天氣和險峻的環境中指揮隊員從船上救出其中28名船員。陳志培與其機上拯救員三級空勤主任翟海亮在2007年同獲頒銀英勇勳章。